# Marilyn Ramenofsky
Marilyn Ramenofsky (Estados Unidos, 20 de agosto de 1946) es una nadadora estadounidense retirada especializada en pruebas de estilo libre, donde consiguió ser subcampeona olímpica en 1964 en los 400 metros.

## Carrera deportiva
En los Juegos Olímpicos de Tokio 1964 ganó la medalla de plata en los 400 metros estilo libre, con un tiempo de 4:44.6 segundos, tras su compatriota Ginny Duenkel y por delante de otra estadounidense Terri Stickles.